# Tereza Čapková
Tereza Čapková (prononciation en tchèque : [ˈtɛrɛza ˈtʃapkovaː], née le 24 juillet 1987 à Příbram) est une athlète tchèque, spécialiste du demi-fond.
Elle remporte la médaille de bronze du 1 500 m lors des Championnats d'Europe 2012 à Helsinki, après disqualification tardive des quatre athlètes arrivées devant elle pour dopage en 2016. Sur cette distance, son meilleur temps est de 4 min 8 s 27 obtenu le 25 mai 2012 à Dessau.